# Balloon Race

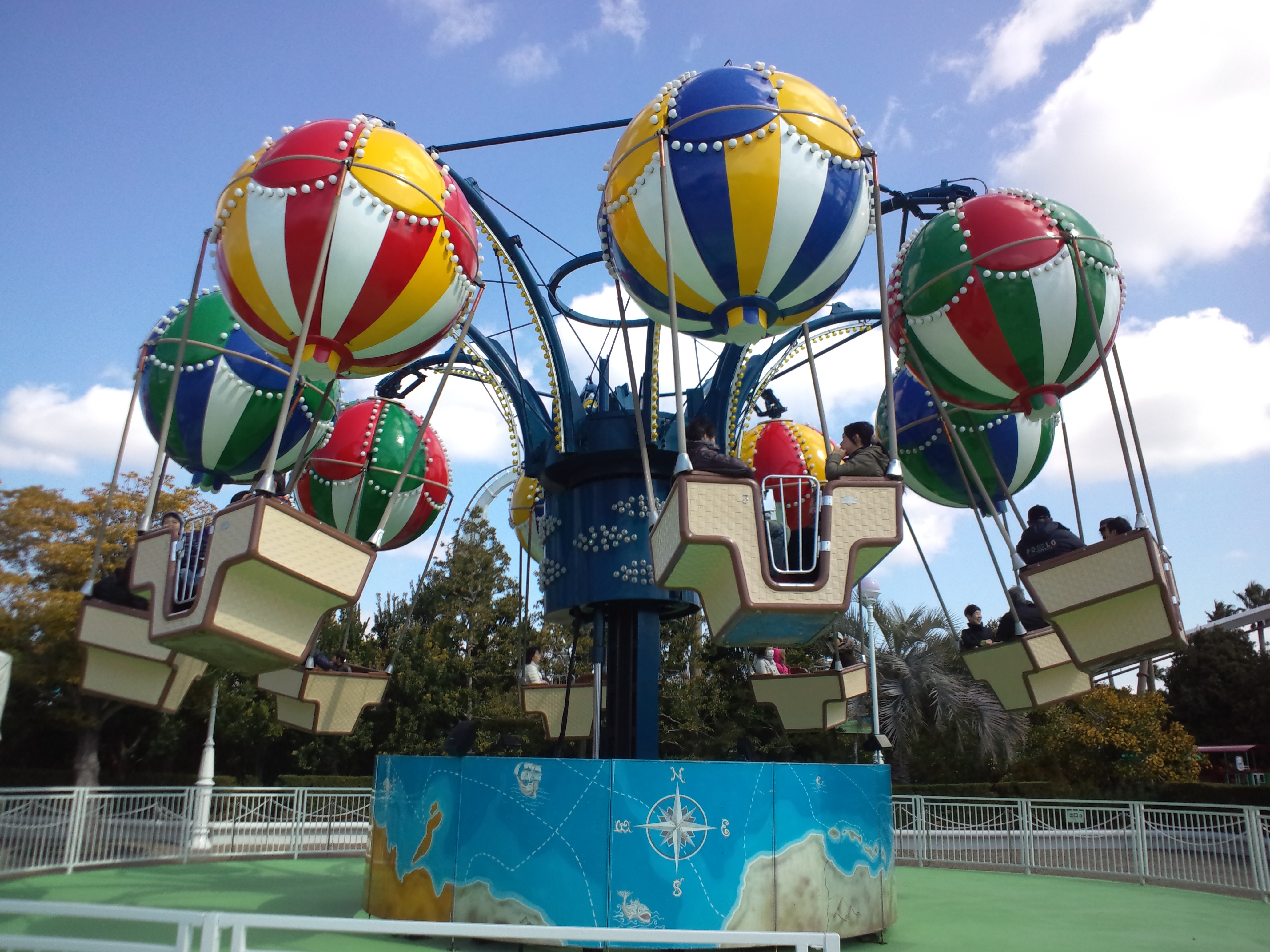
Globos Amigos à Parque España-Shima Spain Village, modèle Balloon Race

Balloon Race est un type de manège construit par Zamperla.

## Concept et fonctionnement
L’attraction est composée de 8 ou 12 « ballons » (selon le modèle) à l’intérieur desquels peuvent prendre place jusqu’à quatre personnes. L'attraction reprend le principe des Flying Scooters.

## Variantes
Zamperla a développé une version junior de l’attraction pour les plus petits. Il est connu sous le nom Samba Balloon et a une option supplémentaire ; les passagers ont la possibilité de faire tourner le ballon sur lui-même. Samba Tower reprend ce principe sur l'axe vertical d'une tour.
Le constructeur Chance Morgan proposait sa version avec pour seule différence la taille des ballons qui sont plus grands.
À ne pas confondre avec Balloon Wheel de Zamperla qui s'apparente à une grande roue junior avec une thématique de montgolfières.

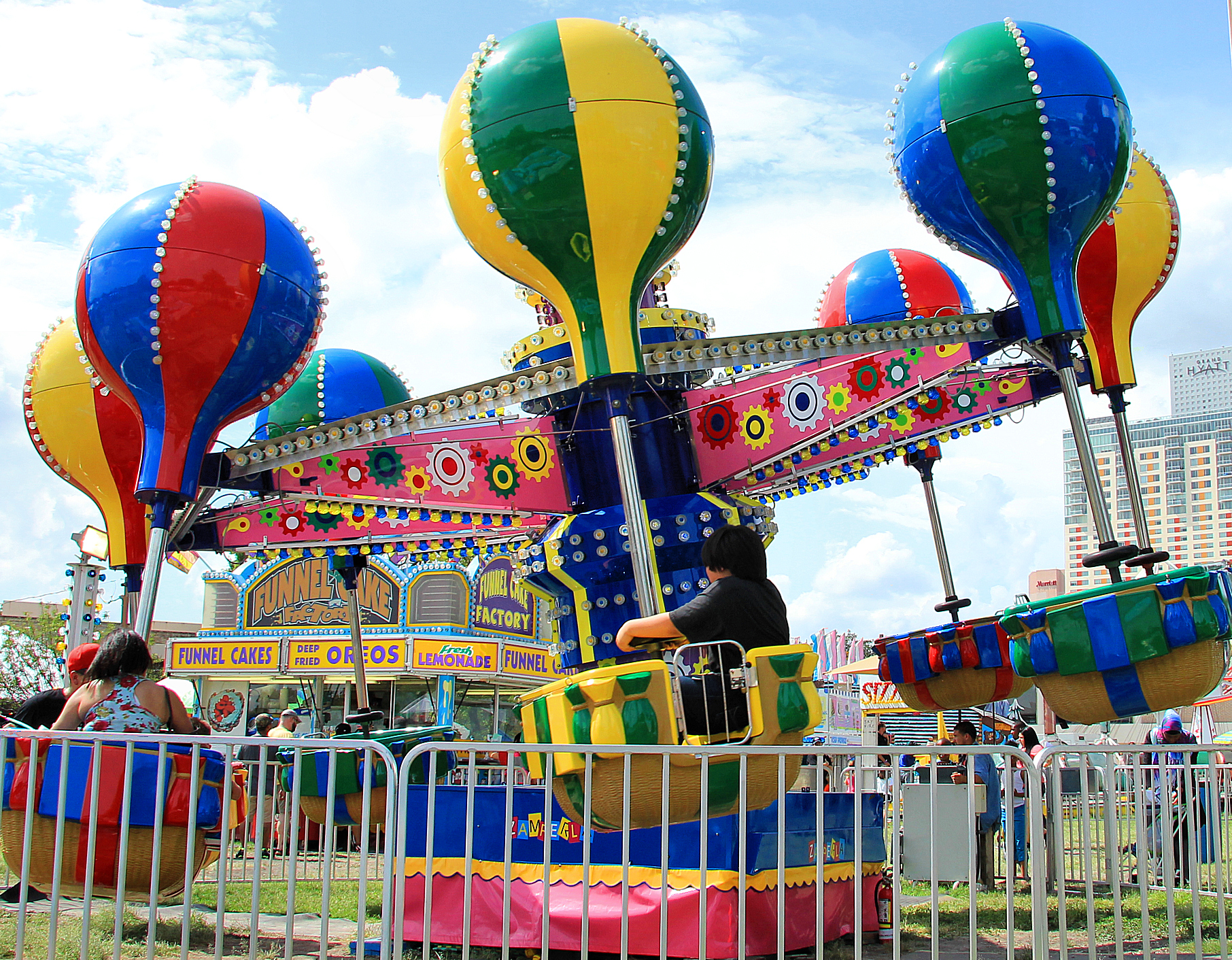
Samba Balloon, la version junior de Balloon Race
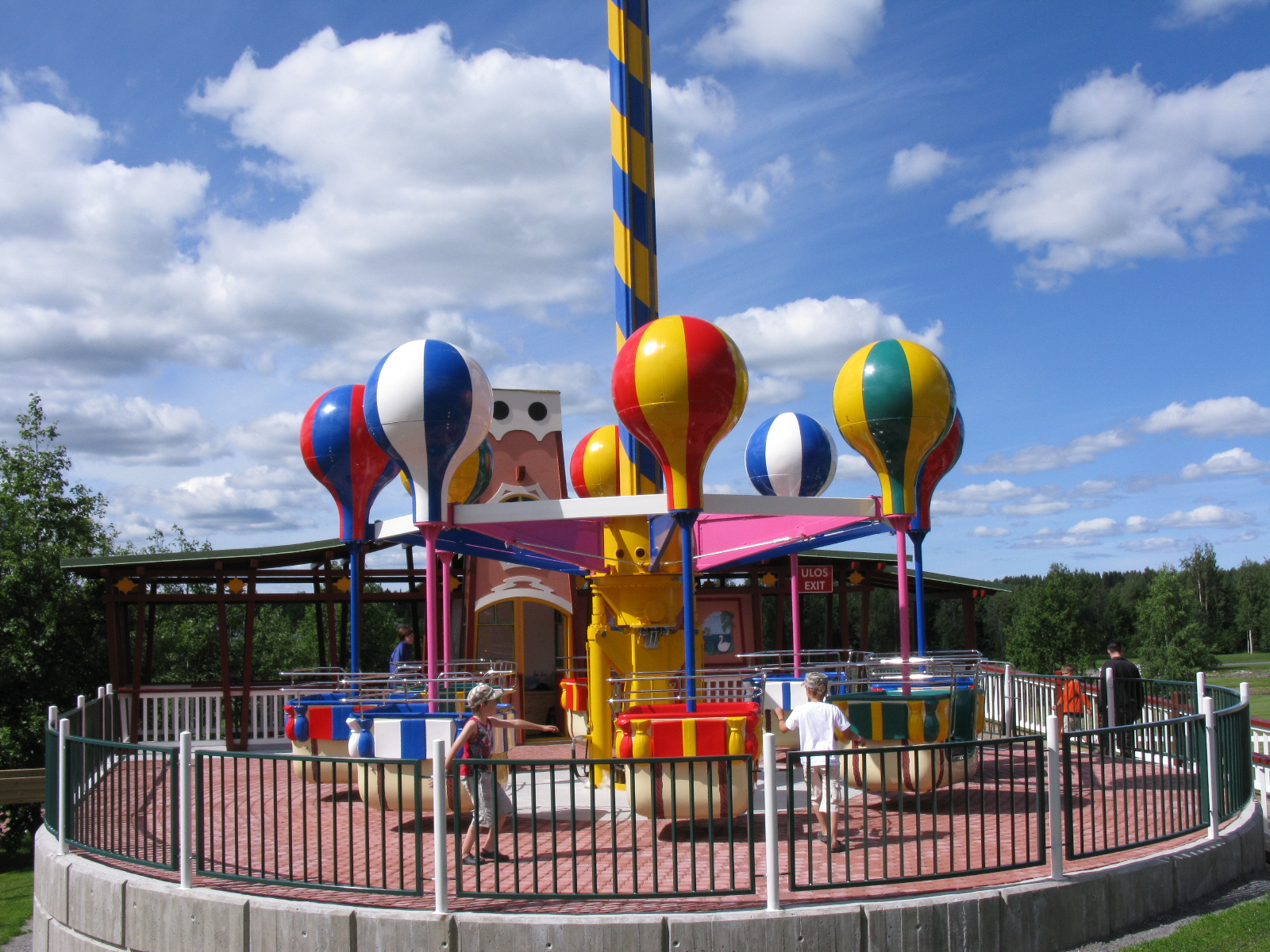
Modèle Samba Tower
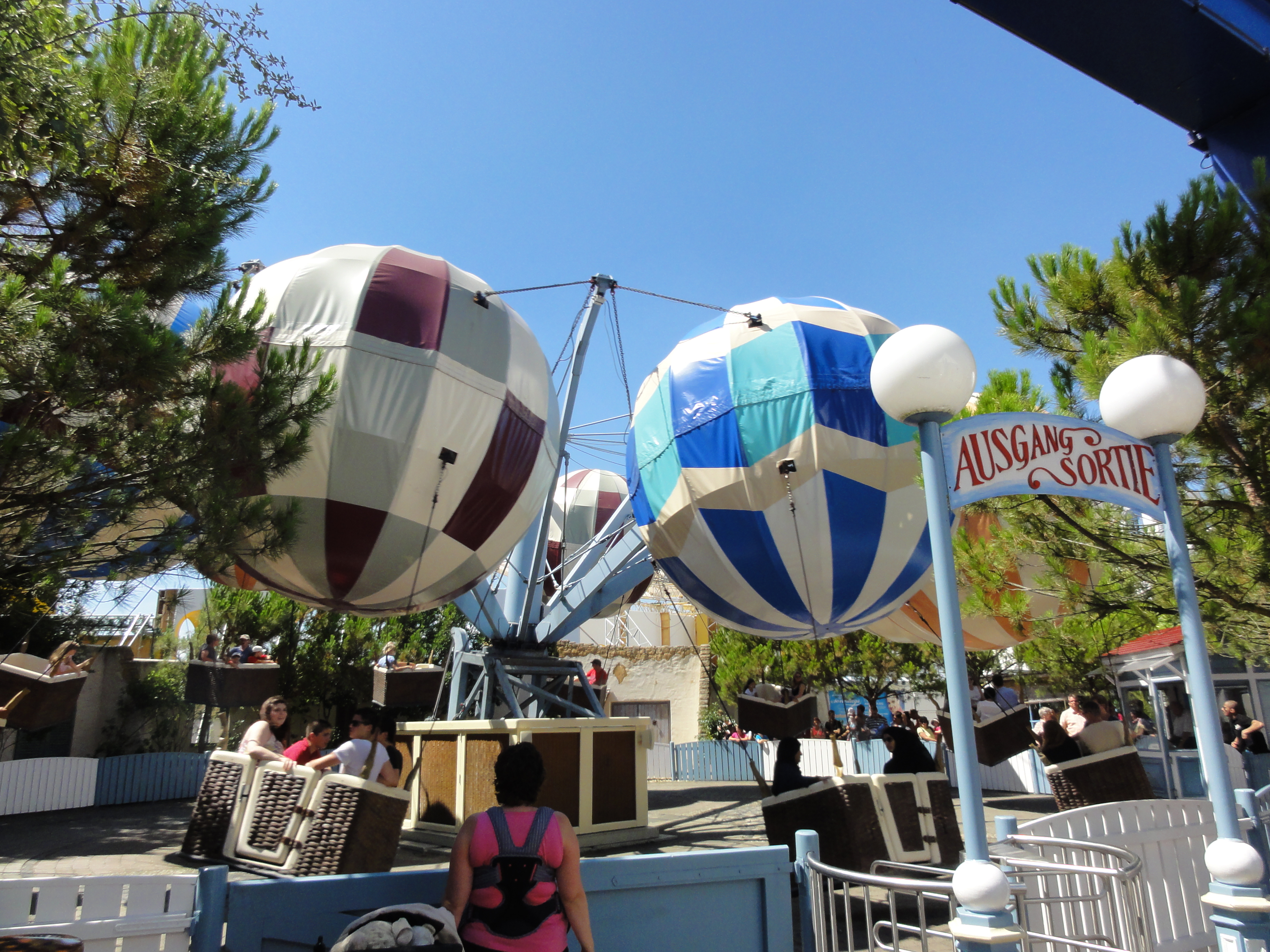
Flug des Ikarus à Europa-Park, constructeur : Chance Morgan

## Attractions de ce type
- Balloon Race - Plopsaland De Panne
- Balloon Race - Bobbejaanland
- Balloon Race - Knoebels
- Bambalão - Terra Encantada
- Big Easy Balloons - Six Flags Great America
- The Pirate's Flight - Geauga Lake
- Up, Up, and Away - Six Flags Over Georgia
- Boots' Ballon Race - Carowinds
- Hot Air Balloons - Six Flags Great Adventure
- Flug des Ikarus - Europa-Park (constructeur: Morgan)
- Mongolfiere - Mirabilandia (constructeur: Zamperla)
- Montgolfières - Didi'Land (constructeur: Zamperla)
- Montgolfières - Nigloland (constructeur: Zamperla)
- Montgolfières - Walygator Parc (constructeur: Zamperla)
- Samba Tower - Parc du Bocasse (constructeur: Zamperla)